# Wałowanie

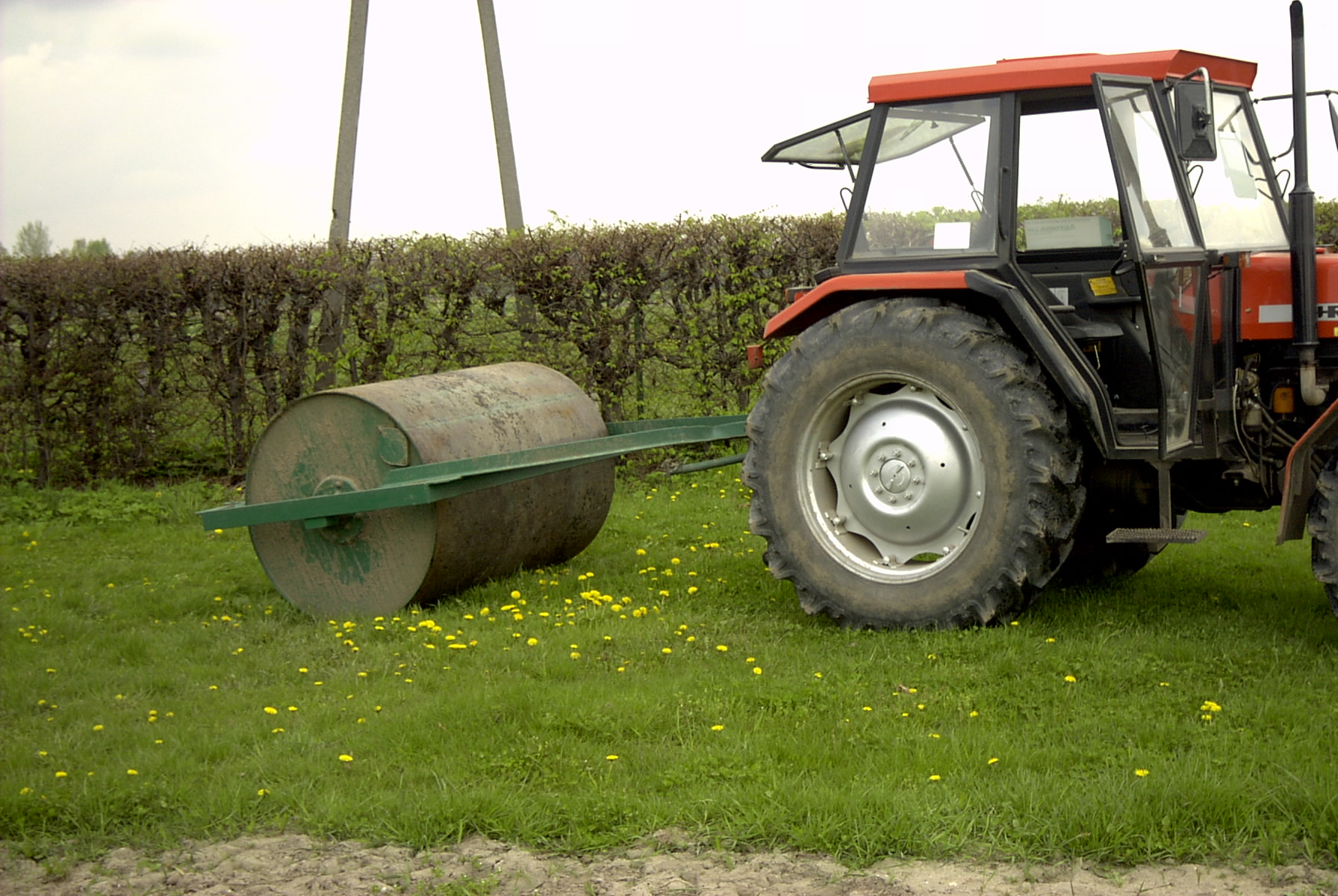
Wał gładki, napełniany wodą w celu regulacji siły nacisku

Wałowanie – zabieg uprawowy wykonywany za pomocą wałów polowych, służących do ugniatania roli, kruszenia brył lub skorupy glebowej oraz do wyrównywania powierzchni pola.
Wałowanie dzieli się na: 
- ugniatające – wykorzystuje się wały gładkie i pierścieniowe[1]
  - wałowanie lekkimi wałami stosuje się do wyrównania roli przed siewem lub sadzeniem, ugniecenia powierzchni po siewie drobnych nasion, pogniecenia nawozów zielonych przed przyoraniem, likwidowania pomrozowych szczelin w glebie[2][3]
  - wałowanie ciężkimi wałami stosuje się do dociśnięcia skib po orce łąk lub pastwisk oraz do wałowania łąk (głównie wyrównywania uszkodzonej powierzchni darni)[2][3]
- kruszące – stosuje się wały typu Croskill, Cambridge i Croskill-Cambridge[1], przy tego rodzaju wałowaniu jednocześnie z ugniataniem gleby następuje jej kruszenie[2]
- wgłębne – wykonuje się wałem Campbella i strunowym[1], wałowanie to polega na ugniataniu głębokich warstw gleby bez ugniatania jej powierzchni[2], celem jest przyspieszenie osiadania roli po opóźnionych orkach siewnych, przyoraniu nawozów zielonych lub obornika[4]

W zależności od rodzaju gleby i rodzaju zabiegu masa wału powinna być regulowana.

## Sens wałowania
Wałowanie wykonuje się na gruntach ornych, użytkach zielonych oraz na glebach torfowych. 
Gleba torfowa podczas zimy w czasie zamarzania bardzo pęcznieje. Wiosną, ze względu na małą gęstość, sama nie osiada i dlatego wiele korzeni roślin pozostaje zawieszonych w wolnych przestrzeniach między cząstkami gleby. Szybki odpływ wody powoduje przesychanie górnej warstwy gleby narażając rośliny na wysychanie. Wałem dociska się darń do podłoża, stwarzając dobre warunki do podsiąkania wody. Zabieg wałowania należy wykonać, natychmiast gdy poziom wody na tyle się obniży, że konie lub ciągniki nie pozostawią głębokich śladów. Wałowanie zbyt mokrej gleby powoduje całkowite wyparcie powietrza i stwarza dogodne warunki dla rozwoju sitów. Z kolei na glebie nadmiernie przesuszonej nawet ciężki wał może nie docisnąć wystarczająco darni do podłoża. Dlatego łąki i pastwiska położone na glebach torfowych czasami trzeba wałować dwukrotnie w roku – na wiosnę i po pierwszym pokosie.
Duże znaczenie ma wałowanie nowo założonych użytków zielonych. Po takim zabiegu młode rośliny lepiej się krzewią, ruń staje się bardziej zwarta i wcześniej można zacząć jej użytkowanie. Wałowanie nowych zasiewów, wykonywane po pierwszym koszeniu, może skutecznie  niszczyć chwasty grubołodygowe.
Wałowanie starych darni przeprowadza się za pomocą wałów gładkich lub żebrowanych o masie 1-1,5 tony na 1 m szerokości roboczej narzędzia.